# R. D. Blackmore
Richard Doddridge Blackmore (7 de junho de 1825 – 20 de janeiro de 1900), conhecido como R. D. Blackmore, foi um dos mais famosos novelistas ingleses da segunda metade do século XIX.

## Obras
- Poemas de Melanter (1854)
- Epullia (1854)
- The Bugle of the Black Sea (1855)
- The Fate of Franklin (1860)
- Farm and Fruit of Old (1862)
- Clara Vaughan (1864)
- Craddock Nowell (1866)
- Lorna Doone (1869)
- The Maid of Sker (1872)
- Alice Lorraine (1875)
- Cripps the Carrier (1876)
- Erema (1877)
- Mary Anerley (1880)
- Christowbell (1882)
- Sir Thomas Upmore (1884)
- Springhaven (1887)
- Kit and Kitty (1890)
- Perlycross (1894)
- Fringilla (1895)
- Tales from a Telling House (1896)
- Dariel (1897)